# Conophytum violaciflorum
Conophytum violaciflorum är en isörtsväxtart som beskrevs av Schick och Tisch.. Conophytum violaciflorum ingår i släktet Conophytum, och familjen isörtsväxter. Inga underarter finns listade i Catalogue of Life.